# بریجیت فاستر-هیلتون
بریجیت فاستر-هیلتون (انگلیسی: Brigitte Foster-Hylton؛ زادهٔ ۷ نوامبر ۱۹۷۴) دونده سابق دو با مانع اهل جامائیکا است.
وی در مسابقات کشوری و بین‌المللی در مجموع برندهٔ ۳ مدال طلا، ۲ مدال نقره، ۱ مدال برنز شده‌است.